# Dodge Powerbox

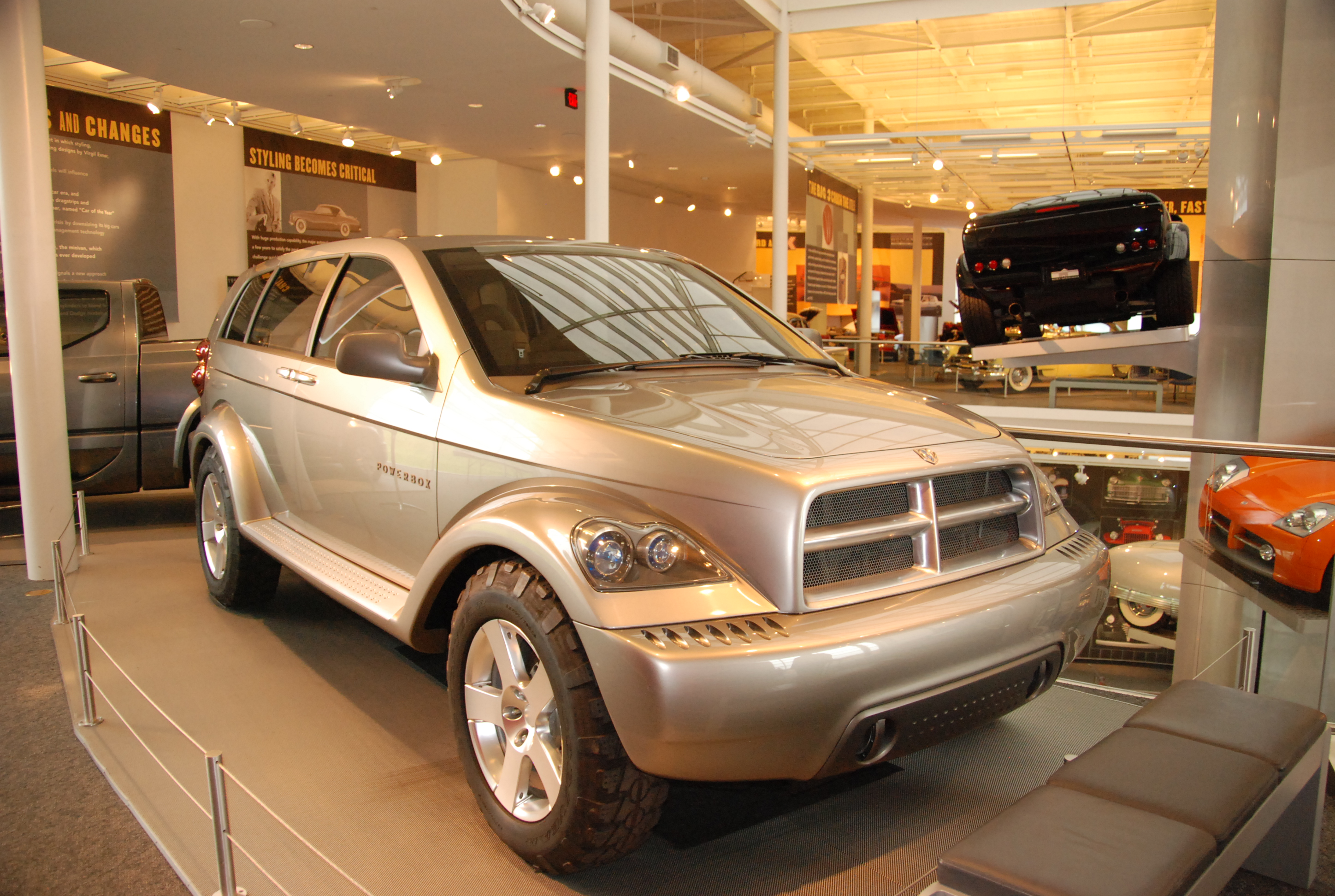
Dodge Powerbox au musée Walter P. Chrysler.

La Dodge Powerbox était un concept car créé par Dodge. Il a été présenté pour la première fois au Salon de l'automobile de New York en 2001. Le Powerbox montre comment DaimlerChrysler, comme beaucoup d'autres entreprises, essaie d'améliorer les automobiles hybrides.
Le Powerbox utilise un moteur V6 suralimenté qui fonctionne au gaz naturel comprimé (GNC) en plus d'un moteur électrique qui stimule l'accélération du Powerbox. Le Powerbox peut passer de 0 à 100 km/h en sept secondes environ. La vitesse maximale du Powerbox est de 193 km/h.